# Personaggi di Dragon Age II
Questa è la lista dei personaggi di Dragon Age II, videogioco sviluppato da BioWare e pubblicato da Electronic Arts nel 2011.

I personaggi giocabili di Dragon Age II senza DLC, da sinistra a destra: Fenris, Isabela, Varric, Aveline, Hawke, Bethany, Merril e Anders.

## Personaggi giocabili

### Hawke
Il protagonista, destinato a diventare il Campione/Campionessa di Kirkwall. Se si sceglie di personalizzare il suo volto anche i volti della madre, del fratello, della sorella e dello zio cambiano. Se si sceglie maschio il nome predefinito è Garret, se invece si sceglie femmina il nome è Marian, anche se è possibile scegliere il nome che si vuole oltre che cambiare l'aspetto del personaggio, dato che nel gioco il personaggio verrà sempre chiamato per cognome.
Fugge dal suo villaggio natale, Lothering, insieme alla sorella Bethany, al fratello Carver e a loro madre in seguito al Flagello. Dopo essere stati salvati da un'orda di Prole Oscura dalla strega Flemeth, si spostano a Kirkwall, città nei Liberi Confini, dove aiutato da diversi compagni riesce a fare fortuna. Una volta raggiunta una certa fama, però, dovrà scontrarsi con diversi nemici per riportare l'ordine nella sua nuova città e diventarne il Campione.
Hawke può stringere un rapporto amoroso con ogni personaggio giocabile indipendentemente dal suo sesso, a parte Bethany/Carver e Varric, con i quali non è possibile intrattenere una relazione. Il personaggio del DLC Il principe esiliato Sebastian è disponibile esclusivamente per una Hawke femmina.
Nella versione originale sono doppiati da Nicholas Boulton (maschio) e Jo Wyatt (femmina)

### Bethany Hawke
Sorella del protagonista, maga. Se Hawke è un mago, verrà uccisa nel Prologo. Bethany è una ragazza dolce e gentile, ma in quanto eretica (una maga che vive al di fuori del Circolo) non si trova a proprio agio a Kirkwall per la presenza dei templari. Se non partecipa alla spedizione nelle Vie Profonde, verrà reclutata nel Circolo. Portandola nelle Vie Profonde con Anders nel gruppo, c'è l'opportunità di farla reclutare nei Custodi Grigi o di lasciarla morire. Senza Anders, invece, morirà. Nella versione originale è doppiata da Rebecca Staton

### Carver Hawke
Fratello del protagonista, guerriero. Se Hawke è un ladro o guerriero, verrà ucciso nel Prologo. Carver è il fratello minore di Hawke e, a differenza di Bethany, è spesso in contrasto con quest'ultimo. Prova inoltre un certo astio nei confronti dei maghi, sebbene non è del tutto l'opposto di Bethany. Se non partecipa alla spedizione nelle Vie Profonde, entrerà nei Templari. Portandolo nelle Vie Profonde con Anders nel gruppo c'è l'opportunità di farlo reclutare nei Custodi Grigi o di lasciarlo morire. Senza Anders, invece, morirà. Nella versione originale è doppiato da Nico Lennon

### Varric Tethras
Un nano che si offre di aiutare il protagonista a fare fortuna. È il narratore della storia, interrogato da Cassandra sulle vicende di Hawke. È l'unico che non può uscire dal gruppo e con cui non si può instaurare una storia d'amore. Varric si presenta come un tipo umorista e spesso di buon umore. Ha l'abitudine di dare a tutti un soprannome. La sua arma è una sofisticata balestra che lui stesso chiama "Bianca". Nella versione originale è doppiato da Brian Bloom.

### Aveline Vallen
Guerriera dell'esercito di Re Cailan. Verrà salvata dalla famiglia Hawke durante il Prologo. Giunta a Kirkwall, si arruolerà nella guardia cittadina per poi diventare capitano delle guardie e, se non ha una relazione in corso con il protagonista, sposerà una guardia sotto il suo comando. Se il giocatore non raggiunge il massimo di rivalità o amicizia con lei, potrebbe uscire dal gruppo durante il finale del terzo atto. Nella versione originale è doppiata da Joanna Roth.

### Merrill
Elfa Dalish timida e introversa, ma anche molto testarda. Ha abbandonato il suo clan in seguito agli attriti con la guardiana Marethari, contraria alle sue ricerche, che prevedono anche l'uso della magia del sangue. Anche Merrill non apprezza per niente i templari, ma è meno suscettibile sull'argomento rispetto ad Anders e Bethany. Se nel finale ci si schiera con i Templari, Merill lascerà il gruppo e la si dovrà uccidere sul campo. È doppiata da Erin Matthews (Dragon Age: Origins) e Eve Myles (Dragon Age II).
Comparsa già in Dragon Age: Origins insieme a tutto il suo clan, se si è scelta come origine del Custode l'Elfo Dalish.

### Isabela
Piratessa ed ex capitano del "Richiamo della Sirena", già comparsa in Dragon Age: Origins dove la si può incontrare al bordello "La Perla" a Denerim mentre si difende da alcuni uomini. Si trova a Kirkwall per fuggire dal mercenario Castillion. Psicologicamente è l'esatto opposto di Aveline e non va molto d'accordo con la legge e l'ordine; diventa amica di Merrill e spesso la stuzzica imbarazzandola. Se s'inizia una relazione con Merril, Isabella dice a Hawke che se la fa soffrire gli avrebbe tagliato i genitali. Per farla stare nel gruppo occorrerà risolvere i suoi problemi coi Qunari. È doppiata da Victoria Kruger e da Mika Simmons (Dragon Age: Origins)

### Fenris
Elfo guerriero fuggito da Danarius, un magister dell'impero Tevinter di cui era schiavo. Fu la cavia di un esperimento attraverso il quale Danarius gli incise nella pelle dei tatuaggi fatti col lyrium, che hanno migliorato incredibilmente le sue prestazioni in combattimento. A causa di ciò che ha passato per colpa di Danarius, prova un profondo rancore nei confronti dei maghi, e non è facile farlo desistere dai suoi propositi di vendetta. Nelle sue missioni personali lo si dovrà aiutare ad affrontare Danarius. Se nel finale Hawke si schiererà con i maghi Fenris lascerà il gruppo, a meno che il suo livello di amicizia con il protagonista non sia molto alto. In caso contrario lo si affronterà nella battaglia finale. Nella versione originale è doppiato da Gideon Emery.

### Anders
Già comparso in Dragon Age: Origins - Awakening, è ora un eretico ricercato dalla Chiesa. Dopo le vicende di Awakening ha abbandonato i Custodi Grigi e ha ospitato dentro di sé Giustizia, uno spirito che precedentemente albergava nel corpo del defunto Custode Grigio Kristoff. È un fervido difensore dei maghi e perciò non va d'accordo né con Fenris né con Sebastian. In battaglia è un mago e un guaritore molto dotato. Verso la fine del gioco distruggerà la Chiesa, in modo da scatenare una guerra tra maghi e templari. Hawke dovrà quindi decidere se tenerlo con sé, ucciderlo o cacciarlo via. Nel qual caso si scelga di allearsi con i templari, Anders rifiuterà di seguire il protagonista. È doppiato da Adam Howden.

### Sebastian Vael
Abile arciere disponibile solo con il DLC Il principe esiliato. Sebastian è l'erede al trono di Porto Brullo, ma fin da piccolo fu mandato dai genitori via dalla dimora reale e affidato alle cure della Chiesa. Detesta decisamente Anders a causa del suo senso di anarchia e del fatto che ospita uno spirito dell'oblio dentro di sé, ma non è particolarmente intollerante verso i maghi. Sebastian si può reclutare solamente dall'Atto 2 in poi. Se si deciderà di risparmiare Anders, Sebastian lascerà il gruppo promettendo che avrebbe dato la caccia al mago eretico. Nella versione originale è doppiato da Alec Newman.

### Tallis
Già apparsa nella web serie Dragon Age: Redemption come protagonista. Elfa assassina disponibile solo con il DLC Il marchio dell'assassino, e disponibile solo ed esclusivamente durante la missione principale del contenuto aggiuntivo. Viene cresciuta dai qunari e di conseguenza convertita alla dottrina, al Qun. Col tempo sale di grado diventando un Ben-Hassarat. Incontra la prima volta Hawke nella città superiore di notte salvandolo da assassini e chiede aiuto al protagonista in una missione a Chateu Haine. Con essa si possono effettuare dei approcci e alla fine del DLC c'è la possibilità di baciare Tallis, tuttavia ella non rimarrà comunque con Hawke e riprenderà la sua strada. Nella versione originale è doppiata da Felicia Day.

## Antagonisti

### Comandante Meredith
Comandante dei Templari di Kirkwall, con il proseguire della storia diventerà sempre più violenta e severa, anche per colpa dell'influenza dell'idolo di lyrium trovato nelle Vie Profonde che ha acquistato e che soggiogherà la sua mente. Fiera guerriera e sicura di sé, disprezza i maghi e li considera tutti malvagi o pericolosi, ed è disposta a tutto pur di proteggere Kirkwall dai pericoli che pensa possano causare. Per questi motivi, è in continua lotta contro il Primo Incantatore Orsino. È la principale antagonista dell'Atto 3.

### Primo Incantatore Orsino
Il Primo Incantatore di Kirkwall, a capo del Circolo dei Magi. Egli cerca sempre di far capire a Meredith che non tutti i maghi sono malvagi come lei crede. Alla fine, quando si scatena il conflitto tra templari e maghi, ci si dovrà scontrare con Orsino indipendentemente dalle proprie scelte.

### Arishok
Il capo della spedizione Qunari naufragata alla città di Kirkwall. Egli è partito con una serie di soldati per recuperare un testo sacro dei Qunari. A causa dei pirati fu costretto ad approdare a Kirkwall. Con gli anni decide che gli umani di Kirkwall non sono degni di vivere secondo le loro regole, e inizia a pianificare un assalto alla città. È il principale antagonista dell'Atto 2.

### Corypheus
Un antico Prole Oscura intrappolato nella prigione dei Custodi Grigi nelle Montagne di Vimmark nei Liberi Confini. Egli si differenzia dagli altri Prole Oscura perché è in grado parlare e pensare, proprio come l'Artefice in Awakening; è infatti uno dei primi Prole Oscura insieme a questi, in quanto uno degli antichi magister del Tenvinter che hanno tentato di entrare nella città d'oro tramite la Magia del Sangue. È il principale antagonista del DLC Legacy.

## Altri personaggi

### Cassandra Pentaghast
Cercatrice della chiesa, in Dragon Age II compare nella linea temporale in cui viene raccontata da Varric la storia di Hawke, del quale sembra fortemente interessata. Alla fine del racconto del nano, che giura a Cassandra di non sapere che fine abbia fatto il Campione di Kirkwall, la cercatrice si incontra con Leliana, con la quale concorda il dover procedere con il loro piano senza l'Eroe del Ferelden e senza Hawke.

### Flemeth
La Strega delle Selve, già comparsa in Dragon Age: Origins, madre di Morrigan. Appare all'inizio della storia dove propone un aiuto al protagonista in cambio di un favore, ovvero consegnare un amuleto alla capo clan dei Dalish accampati vicino a Kirkwall.

### Leandra Hawke
La madre di Hawke, fuggirà con i figli a Kirkwall nella speranza di ottenere aiuto dal fratello, Gamlen. Quando era giovane era promessa sposa ad un nobile, ella fuggì da Kirkwall insieme all'uomo che amava e si sono diretti nel Ferelden dove si sono poi stanziati nel villaggio di Lothering.

### Gamlen Amell
Lo zio di Hawke, fratello di Leandra. Giunti a Kirkwall, si scopre che Gamlen ha perso le ricchezze della famiglia Amell e che ora vive nel distretto povero della città. Ciononostante aiuterà Hawke e la sua famiglia a stabilirsi lì. Nell'ultimo atto si scoprirà che ha una figlia e si potrà farla tornare da lui.

### Bartrand Tethras
Fratello di Varric, appare in veste di finanziatore e capo di una spedizione nelle vie Profonde, ma in seguito al ritrovamento di uno strano idolo nelle Vie Profonde impazzirà e cercherà di uccidere il fratello e il protagonista. Hawke e Varric lo ritroveranno nel secondo atto completamente impazzito per colpa dello strano idolo, finito nel frattempo nelle mani della Comandante Meredith.

### Cullen Rutherford
Apparso in Dragon Age: Origins come personaggio minore dove faceva parte del gruppo dei Templari che facevano la guardia ai maghi del circolo. Dopo la distruzione del circolo per mano di Uldred, decise di recarsi a Kirkwall dove divenne vice-comandante dei Templari nella città al servizio della comandante Meredith. Nella battaglia finale si renderà conto della pazzia della comandante e appoggerà Hawke i suoi compagni nella battaglia contro di lei.

### Stroud
Custode Grigio che lo si incontra nelle Vie Profonde durante la spedizione organizzata da Bartrand. Se si porta Bethany o Carver nella spedizione, essi verranno contagiati dalla corruzione della Prole Oscura. Se nel gruppo c'è Anders, egli rivela che per salvare Bethany/Carver è falli diventare Custodi Grigi. Anders conduce il gruppo da Stroud che accoglie Bethany/Carver nei Custodi Grigi. Lo si incontrerà di nuovo a Kirkwall durante l'attacco dei Qunari.

### Sandal e Bodahn
Già apparsi in Dragon Age: Origins. Sono stati compagni di viaggio dell'Eroe del Ferelden (protagonista di Dragon Age: Origins). Finito il Flagello si recano a Kirkwall, dove prendono parte a una spedizione nelle Vie Profonde conoscendo Hawke. Dopo tale spedizione diventano i servitori del protagonista alloggiando permanentemente in casa sua. Come nel capitolo precedente, Bodahn si occupa della merce, mentre Sandal può incantare le armi e le armature dei protagonisti.

### Leliana
Già apparsa come uno dei personaggi principali in Dragon Age: Origins. In Dragon Age II fa tre brevi apparizioni: nel DLC Il principe esiliato dove avverte Hawke del pericolo che corre la somma sacerdotessa; nel DLC Il marchio dell'assassino dove presenzia al banchetto a Chateu Haine riguardo alla caccia alla viverna e infine alla fine del gioco dove informa Cassandra Pentaghast che sia Hawke che il Custode (protagonista di Origins) sono misteriosamente spariti.

### Zevran Arainai
Già apparso come uno dei personaggi principali in Dragon Age: Origins. Finito il quinto flagello egli riparte per la sua strada ma è ancora braccato dai Corvi di Antiva. Hawke incontra Zevran (se questi è sopravvissuto in Dragon Age: Origins) e può decidere se consegnarlo a un gruppo dei corvi incaricato di catturarlo o aiutarlo a combatterli. Egli supporterà Hawke nella battaglia finale contro il comandante Meredith se nel gruppo sono presenti Isabella o Varric.

### Nathaniel Howe
Già apparso come uno dei personaggi principali in Dragon Age: Origins - Awakening. Dopo aver sconfitto La Madre, lascia la Fortezza della Veglia continuando a compiere missioni per i Custodi Grigi. Hawke incontra la sorella di Nathaniel che gli chiede di trovare suo fratello nelle Vie Profonde (se questi è sopravvissuto in Dragon Age: Origins - Awakening). Se si svolgerà la missione riguardo alla ricerca di Nathaniel, egli supporterà Hawke nella battaglia finale contro il comandante Meredith.

### Danarius
Ex padrone di Fenris e magister del tevinter. È un probabile antagonista se si sceglie di aiutare Fenris nelle sue missioni personali. Danarius ha compiuto esperimenti sul lyrium nel corpo di Fenris, così facendo l'elfo ha ottenuto i tatuaggi e i poteri che possiede. Nell'atto 3, se il rapporto con Fenris è molto stretto, egli utilizzerà la sorella di Fenris come esca per far uscire allo scoperto l'elfo. Alla fine Danarius viene ucciso da Fenris.

### Castillon
Capitano di un potente impero commerciale nonché pirata. È l'ex capo di Isabella e probabile antagonista se si sceglie di aiutare Isabella nelle sue missioni personali. Dopo che Isabella è fuggita dal suo equipaggio, Castillon comincia a dargli la caccia. Nell'atto 3, se il rapporto con Isabella è molto stretto, Hawke aiuterà Isabella ad affrontare una volta per tutte Castillon e si potrà scegliere se ucciderlo o no.

### Orana
Schiava elfico del tevinter. Come suo padre anch'essa è una schiava. Se si svolgono le missioni personale di Fenris si troverà Orana all'interno di un thaig dove si potrà decidere se liberarla o assumerla come domestica. In quest'ultimo caso apparirà sempre nella tenuta di Hawke.

### Donnic Hendyr
Membro della guardia della città di Kirkwall. Se si sceglie di aiutare Aveline nelle sue missioni personali ella rivelerà a Hawke di essersi innamorata di Donnic e chiederà aiuto al protagonista. Se si aiuta Aveline a conquistare Donnic, alla fine era ci riuscirà e lo sposerà. Nella battaglia finale contro Meredith supporterà Hawke se nel gruppo c'è anche Aveline.

### Marlowe Dumar
È il visconte della città-stato Kirkwall. Viene eletto da Meredith visconte della città. Cerca in ogni modo di mantenere la pace nella città. All'arrivo dei Qunari offre loro un magazzino abbandonato come rifugio e tenta in ogni modo di irritare il loro capo, l'Arishok.

### Elthina
È la somma sacerdotessa della chiesa di Kirkwall nonché una delle persone più potenti della città-stato. È così importante che è in grado di influenzare le decisioni della comandante Meredith e del primo incantatore Orsino.